# Microsoft FrontPage
FrontPage — устаревший WYSIWYG-редактор HTML, входивший в состав пакета приложений Microsoft Office.
Данное приложение при разработке страниц веб-узла пользуется html-движком Trident, который лежит в основе браузера Internet Explorer. В браузерах, использующих другие движки, например Gecko, страницы, созданные с помощью FrontPage, могут отображаться по-другому.
Программа обладает широким спектром возможностей, в частности, может автоматически отправлять изменения, внесённые разработчиком сайта в исходные тексты, в режиме реального времени. Также первоначально присутствовал в Office 2007, приложение вышло 17 сентября того года.
Для программы выявлены[кем?] следующие недостатки: избыточность и некорректность кода, ориентация на технологии IIS и IE и т. п.
В Microsoft Office 2007 программа FrontPage была заменена на Microsoft Expression Web и Microsoft Office SharePoint Designer.
В Microsoft Office 2010 и Microsoft Office 2013 программа FrontPage была заменена на Microsoft Office SharePoint Designer.

## Версии
1. 11.1995 — Vermeer FrontPage 1.0[1][2]
2. 06.1996 — Microsoft FrontPage 1.1[1][2]
3. 10.1996 — Microsoft FrontPage 97 (2-я версия)[1]
4. 01.1997 — Microsoft FrontPage 1.0 для Macintosh[1]
5. 09.1997 — Microsoft FrontPage Express 2.0[1]
6. 12.1997 — FrontPage 98 (3-я версия)[1]
7. 03.1999 — FrontPage 2000 (4-я версия)[1]
8. 06.2001 — Microsoft FrontPage 2002 (XP) (10-я версия)[1]
9. 10.2003 — Microsoft Office FrontPage 2003 (11-я версия)[1]